# Meticonaxius
Meticonaxius is een geslacht van kreeftachtigen uit de klasse van de Malacostraca (hogere kreeftachtigen).

## Soorten
- Meticonaxius bouvieri Kensley & Heard, 1991
- Meticonaxius capricorni Coelho, 1987
- Meticonaxius dentatus Lin, 2006
- Meticonaxius longispina (Stebbing, 1920)
- Meticonaxius microps (Bouvier, 1905)
- Meticonaxius monodon de Man, 1905
- Meticonaxius noumea Poore, 1997
- Meticonaxius soelae Sakai, 1992
- Meticonaxius spicatus Poore, 1997